# Kriva livada
Kriva livada (bulgariska: Крива ливада) är ett vattendrag i Bulgarien.   Det ligger i regionen Pazardzjik, i den västra delen av landet, 70 km sydost om huvudstaden Sofia.
I omgivningarna runt Kriva livada växer i huvudsak blandskog. Runt Kriva livada är det ganska glesbefolkat, med 28 invånare per kvadratkilometer.